# Долечек, Милан
Милан Долечек (чеш. Milan Doleček; род. 18 марта 1982, Мельник) — чешский гребец, выступавший за сборную Чехии по академической гребле в 1999—2014 годах. Обладатель бронзовой медали чемпионата мира, чемпион Европы, призёр этапов Кубка мира, многократный победитель и призёр первенств национального значения, участник двух летних Олимпийских игр.

## Биография
Милан Долечек родился 18 марта 1982 года в городе Мельник, Чехословакия.
Занимался академической греблей в клубе «Нератовице» с 12 лет, затем в Праге в столичном клубе «Дукла», тренировался под руководством своего отца Милана Долечека старшего, в прошлом так же известного гребца. В 1998 году стал тренироваться вместе с Ондржеем Сынеком.
Впервые заявил о себе на международном уровне в сезоне 1999 года, когда вошёл в состав чешской национальной сборной и выступил на юниорском мировом первенстве в Пловдиве, где в восьмёрках стал четвёртым. В том же году выиграл неофициальный чемпионат мира на гребных тренажёрах.
В 2000 году выиграл бронзовую медаль в парных четвёрках на юниорском мировом первенстве в Загребе.
Начиная с 2001 года выступал среди взрослых спортсменов, в частности дебютировал в Кубке мира, занял 11-е место на взрослом чемпионате мира в Люцерне.
В 2002 году в парных двойках был пятым на чемпионате мира в Севилье.
На чемпионате мира 2003 года в Милане вместе со своим партнёром Ондржеем Сынеком финишировал в парных двойках третьим и завоевал таким образом бронзовую медаль.
Благодаря череде удачных выступлений удостоился права защищать честь страны на летних Олимпийских играх 2004 года в Афинах — здесь они с Сынеком стали пятыми. После этого Сынек стал выступать в одиночках и добился больших успехов.
В 2005 году в парных четвёрках показал пятый результат на чемпионате мира в Гифу.
В 2006 году в той же дисциплине победил на этапах Кубка мира в Люцерне и Мюнхене, был пятым на чемпионате мира в Итоне.
В 2007 году в восьмёрках превзошёл всех соперников на чемпионате Европы в Познани, тогда как в парных двойках отметился выступлением на чемпионате мира в Мюнхене.
Находясь в числе лидеров гребной команды Чехии, благополучно прошёл отбор на Олимпийские игры 2008 года в Пекине — на сей раз в зачёте парных четвёрок сумел квалифицироваться лишь в утешительный финал В и расположился в итоговом протоколе соревнований на десятой строке.
После пекинской Олимпиады Долечек остался действующим спортсменом и продолжил принимать участие в крупнейших международных регатах. Так, в 2009 году в распашных безрульных четвёрках он стал четвёртым на чемпионате мира в Познани.
В 2010 году в четвёрках без рулевого выиграл бронзовую медаль на чемпионате Европы в Монтемор-у-Велью.
На чемпионате мира 2011 года в Бледе занял 12-е место в той же дисциплине.
В 2012 году добавил в послужной список бронзовую награду, полученную в восьмёрках на чемпионате Европы в Варезе.
В 2013 году был шестым в восьмёрках на чемпионате Европы в Севилье и шестым в безрульных четвёрках на чемпионате мира в Чхунджу. В мае 2013 года родилась дочь.
Последний раз показывал значимые результаты на международной арене в сезоне 2014 года, когда в четвёрках без рулевого стал восьмым на чемпионате Европы в Белграде, шестым на этапе Кубка мира в Люцерне, 14-м на чемпионате мира в Амстердаме.
В 2015 году поступил на службу в военную полицию Чешской Республики.